# Álvaro Múnera
Álvaro Múnera est un ancien torero colombien reconverti en défenseur des droits des animaux, né le 19 novembre 1965 à Medellín. Devenu paraplégique à l'âge de 18 ans après s'être fait encorner lors d'une corrida à Munera (Espagne), il se convertit en opposant à la corrida. Il est membre du conseil municipal de Medellín.

## Biographie
Álvaro Múnera nait le 19 novembre 1965 dans une famille d'aficionados de la corrida. Il torée son premier novillo à l'âge de 12 ans et tue sa premìère vachette à l'âge de 13 ans, épisode qui le marque profondément et après lequel il pense une première fois à arrêter la corrida.
Il fait la connaissance de Tomás Redondo, apoderado (agent) d'El Yiyo, et après une faena réussie aux arènes de La Macarena, il part pour une tournée en Espagne le 6 mars 1984.
Le 22 septembre 1984, il participe à une corrida à Munera, dans la province d'Albacete. L'homonymie entre la ville et le torero suscite une attente supplémentaire chez les aficionados comme chez Álvaro Múnera. Au tirage au sort, Múnera tombe sur un taureau appelé Terciopelo (velours), qu'il avait vu avant de commencer et aurait souhaité éviter. Pendant le combat, le taureau encorne Múnera à la jambe et l'envoie en l'air, et l'encorne une deuxième fois lorsqu'il retombe.
Múnera se brise la cinquième vertèbre cervicale et souffre d'un traumatisme médullaire qui le laisse paraplégique . Après quatre mois à l'hôpital pour paraplégiques de Tolède, il passe quatre ans en rééducation à Miami, où il est régulièrement pris à partie pour son passé de torero. Múnera rapporte que deux cas en particulier l'ont poussé à se demander si ce n'était pas lui qui était dans l'erreur : une professeur d'anglais avec qui il avait sympathisé et qui a arrêté de lui parler quand elle a appris qu'il était torero, et une tante d'une camarade de rééducation qui l'a traité d'« assassin » et de « barbare » et lui a dit qu'elle se réjouissait de le voir en fauteuil.
Après son retour en Colombie, Múnera entre au conseil municipal de Medellín en 1997 au sein d'un mouvement en faveur des personnes handicapées, puis lutte pour les droits des animaux,. Il a été invité avec d'autres opposants à participer aux débats pour l'interdiction de la corrida au parlement de Catalogne mais des problèmes d'agenda l'ont empêché de s'y rendre.

## Canular
À partir de 2012, un canular a circulé avec le nom de Múnera et une photo censée le représenter en train de prendre conscience et de renoncer à la corrida. On y voit en fait Sánchez Vara faire une passe à l'estribo,,.